# Chequera
El Amo-Ka, Chequera gobernante de los territorios de Amo-ya y las gentes de Amo-ana.
Después de los hechos del cacique Tala de 1575 sobre el hoy municipio de Ortega y Ataco no se realizan por la vertiente oriental de la cordillera central incursiones a los ahora reducidos territorios Pijaos que conservaban su fortín en el Río Amoya. Sobre la vertiente occidental son algunas organizadas desde Popayán con continuos fracasos como la del Capitán Marín que fue emboscada y obligada a regresar disminuida en el año de 1578.
En el año 1580 el presidente la Real Audiencia de Santa Fe de Bogotá, Lope Díez de Aux y Armendáriz de concede licencia al Capitán don Bartolomé Talaverano poblador del Fuerte de San Bonifacio empeña su propia hacienda para ir 1581 contra los Pijao con sesenta soldados de caballería y otro tanto de nativos aliados. Entre tanto y por la inestabilidad de la real audiencia de Santa fe de Bogotá Bartolomé Talaverano es obligado a permanecer en Bogotá, por plazo mayor de tres meses, con sus hombres ya en marcha y acantonados en Ibagué, que sin gobierno realizan algunos desmanes dentro de las poblaciones nativas con rancheos y secuestro de nativas de los territorios de Cacata-Ima cerca del actual municipio de San Antonio en el Tolima.Donde fortificaron un paleque en el que por el tiempo de cuatro meses estuvo a cargo del Capitán Alonso Cobo en medio de desórdenes. Al regreso de Bogotá del Capitán Talaverano, los hombres deseaban entrar en acciones de guerra donde eran premiados por el pillaje y disfrutaban matando nativos y violando sus mujeres. Permite Taverano que uno de los hombres más problemáticos que allí tenía de apellido Roa organice un ataque por los territorios de Amo-ya, buscando la casa del principal el Cacica Chequera y prometiendo a sus hombres “llegar al Fuerte de Buga a comer bizcochos”, marcha entonces con treinta soldados a la vanguardia liderados por él y una retaguardia con el Capitán Talaverano con el resto de los soldados.A dos días de camino de Cacataima y hacia Buga, pretendiendo marchar de noche, cae en la emboscada preparada por el Cacica Chequera en la que son muertos diez soldados y le obligan a retroceder hasta el puesto de retaguardia de él Talaverano, que retrocede descendiendo por lo que para esta época llamaban la “Sierra Coymas” deteniéndose se en tierras bajas por la cuenca del Río Tatúan y orillas del propio rio Amo-ya asienta el Fuerte del Escorial cerca al lugar que hoy ocupa el municipio de Chaparral en el Tolima . Esta próspero durante dos años pero por divisiones entre los soldados que amotinados y por grupos la iban abandonando hasta dejarla sin mayor protección y acrecentándose los ataque de él Cacica Chequera es abandonada en 1583.
Para este mismo año regresa al a los territorios del río amoy-al Capitán Bocanegra que tomando el mismo lugar de Santiago de la Frontera, que en el año 1575 se había abandonado y recordado por los hechos del Cacique Tala. Bocanegra reconstruye el fuerte, al que días después llega a esta región, acompañado de sus guerreros, el Mohán de Pat-ana, de nombre "Beco" y en minga ritual con Chequera, Cacica general de los Pijaos para esta acción y otros cacicas de etnias aliadas como el Pat-ka-ana o Cacica Pacharma, deciden atacar el fuerte de Santiago de la Frontera. Esta acción de guerra resulta con la disminución de ambos ejércitos y sin victoria para ninguno de los generales. Bocanegra abandona esta fortificacíon, para ir en busca de un lugar más seguro al sur, donde toma para sí, el Fuerte del Escorial, recién abandonado por el Capitán Talaverano, llamándolo: fuerte "Medina de las Torres" cerca del actual municipio de Chaparral en el Tolima, la víspera de la epifanía del año 1584 con unos refuerzos enviados desde Santa fe de Bogotá por el presidente de la Real Audiencia Doctor Francisco Guillén Chaparro.